# Dylan Ryan
Dylan James Ryan (Wollongong, 10 giugno 2000) è un calciatore australiano, difensore del Wollongong Wolves.

## Carriera

### Club
Cresciuto nel settore giovanile del Liverpool, nel 2017 viene acquistato dal Willem II, dove in tre anni non scenderà mai in campo con la prima squadra. Nel 2020 viene ceduto in prestito al Melbourne Victory, con cui esordisce anche nelle competizioni continentali. Terminato il prestito, fa rientro al Willem II.

### Nazionale
Ha giocato con le nazionali giovanili australiane Under-19 ed Under-23.

## Statistiche

### Presenze e reti nei club
Statistiche aggiornate al 10 gennaio 2022.
| Stagione         | Squadra           | Campionato       | Campionato | Campionato | Coppe nazionali | Coppe nazionali | Coppe nazionali | Coppe continentali | Coppe continentali | Coppe continentali | Altre coppe | Altre coppe | Altre coppe | Totale | Totale |
| Stagione         | Squadra           | Comp             | Pres       | Reti       | Comp            | Pres            | Reti            | Comp               | Pres               | Reti               | Comp        | Pres        | Reti        | Pres   | Reti   |
| ---------------- | ----------------- | ---------------- | ---------- | ---------- | --------------- | --------------- | --------------- | ------------------ | ------------------ | ------------------ | ----------- | ----------- | ----------- | ------ | ------ |
| 2017-2018        | Willem II         | ED               | 0          | 0          | CO              | 0               | 0               |                    | -                  | -                  |             | -           | -           | 0      | 0      |
| 2018-2019        | Willem II         | ED               | 0          | 0          | CO              | 0               | 0               |                    | -                  | -                  |             | -           | -           | 0      | 0      |
| 2019-2020        | Willem II         | ED               | 0          | 0          | CO              | 0               | 0               |                    | -                  | -                  |             | -           | -           | 0      | 0      |
| Totale Willem II | Totale Willem II  | Totale Willem II | 0          | 0          |                 | 0               | 0               |                    | -                  | -                  |             | -           | -           | 0      | 0      |
| 2020-2021        | Melbourne Victory | AL               | 19         | 2          |                 | -               | -               | ACL                | 4                  | 0                  |             | -           | -           | 23     | 2      |
| 2021-2022        | Den Bosch         | 1D               | 4          | 0          | CO              | 0               | 0               |                    | -                  | -                  |             | -           | -           | 4      | 0      |
| Totale carriera  | Totale carriera   | Totale carriera  | 23         | 2          |                 | 0               | 0               |                    | 4                  | 0                  |             | -           | -           | 27     | 2      |